# Drzazgi (Działdowo)
Drzazgi (deutsch Fichtenwalde) ist ein Dorf in der polnischen Woiwodschaft Ermland-Masuren und gehört zur Gmina Działdowo (Landgemeinde Soldau) im Powiat Działdowski (Kreis Soldau).

## Geographische Lage
Drzazgi liegt unmittelbar südlich der Bahnstrecke Danzig–Warschau im Südwesten der Woiwodschaft Ermland-Masuren, 25 Kilometer westlich der früheren Kreisstadt Neidenburg (polnisch Nidzica) bzw. elf Kilometer nordwestlich der heutigen Kreismetropole Działdowo (deutsch Soldau i. Ostpr.).

## Geschichte
Das kleine ursprünglich Drzasgi, nach 1785 Drzazgen, nach 1820 Drasgen und nach 1871 Drzasgen genannte Dorf bestand anfangs lediglich aus ein paar kleinen Gehöften. Am 19. Juli 1877 wurde Drzasgen in „Fichtenwalde“ umbenannt und war bis 1920 ein Wohnplatz von Meischlitz (polnisch Myślęta) im ostpreußischen Kreis Neidenburg. Im Jahre 1905 zählte der kleine Ort 26 Einwohner.
Als im Soldauer Gebiet gelegener Ort wurde Fichtenwalde mit der Muttergemeinde Meischlitz am 10. Januar 1920 gemäß Versailler Vertrag an Polen überstellt. Das Dorf erhielt die polnische Namensform „Drzazgi“ und wurde der Gemeinde Uzdowo (deutsch Usdau) in der 1934 gebildeten Landgemeinde Filice zugeordnet. Filice wurde 1939 in das Deutsche Reich zurück- und am 1. April 1940 in den neu geschaffenen Amtsbezirk Tauersee (polnisch Turza Wielka) eingegliedert. So war auch das frühere Fichtenwalde wieder ein Ort eben dieses Namens. Allerdings nur bis 1945, als in Kriegsfolge das gesamte südliche Ostpreußen an Polen abgetreten wurde. Fichtenwalde trägt seitdem wieder die polnische Ortsbezeichnung „Drzazgi“ und ist heute eine Osada (deutsch Siedlung) innerhalb der Gmina Działdowo (Landgemeinde Soldau) im Powiat Działdowski (Kreis Soldau), bis 1998 der Woiwodschaft Ciechanów, seither der Woiwodschaft Ermland-Masuren zugehörig.

## Kirche
Bis 1945 war Fichtenwalde in die evangelische Kirche Groß Koschlau (polnisch Koszelewy) im Kirchenkreis Neidenburg der Kirchenprovinz Ostpreußen der Kirche der Altpreußischen Union, von 1910 bis 1945 in den Kirchenkreis Soldau, ab 1920 in die Diözese Działdowo der Unierten Evangelischen Kirche in Polen, eingegliedert, außerdem in die römisch-katholische Kirche Groß Przellenk (polnisch Przełęk).
Heute gehört Drzazgi zur evangelischen Kirche Działdowo in der Diözese Masuren der Evangelisch-Augsburgischen Kirche in Polen und zur katholischen Pfarrei in Koszelewy (Groß Koschlau) im Dekanat Lidzbark Welski (Lautenburg), Region Brodnica (Strasburg), im Bistum Toruń (Thorn).

## Verkehr
Drzazgi liegt an einer Nebenstraße 1373N, die bei der Bahnstation Gralewo-Stacja (Grallau) von der Woiwodschaftsstraße 538 abzweigt und nach Turza Wielka (Groß Tauersee) führt. Gralewo-Stacja ist auch die nächste Bahnstation und liegt an der Bahnstrecke Danzig–Warschau.